# Giogaia

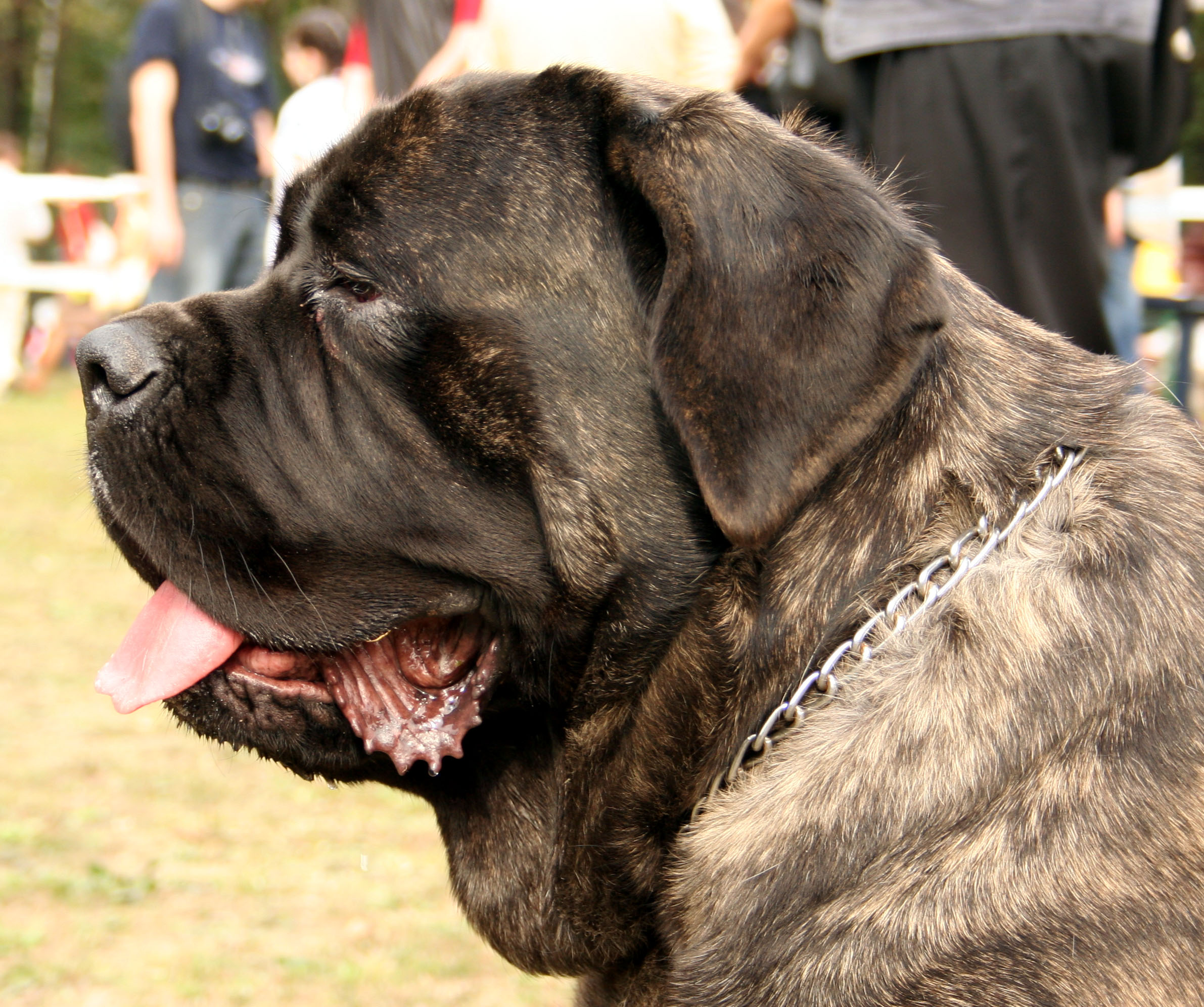
Un mastino. È evidente la giogaia, che si estende dal collo alla mandibola dell'animale.

La giogaia è una piega longitudinale della pelle situata sotto alla mandibola o al collo di molti vertebrati. In generale, il termine può indicare varie strutture simili nell'area del collo, ad esempio il sacco vocale sottomandibolare degli anuri o il bargiglio degli uccelli. Le giogaie possono essere considerate caruncole, ossia piccole escrescenze carnose che sono una parte normale dell'anatomia di un animale.

## Nei mammiferi

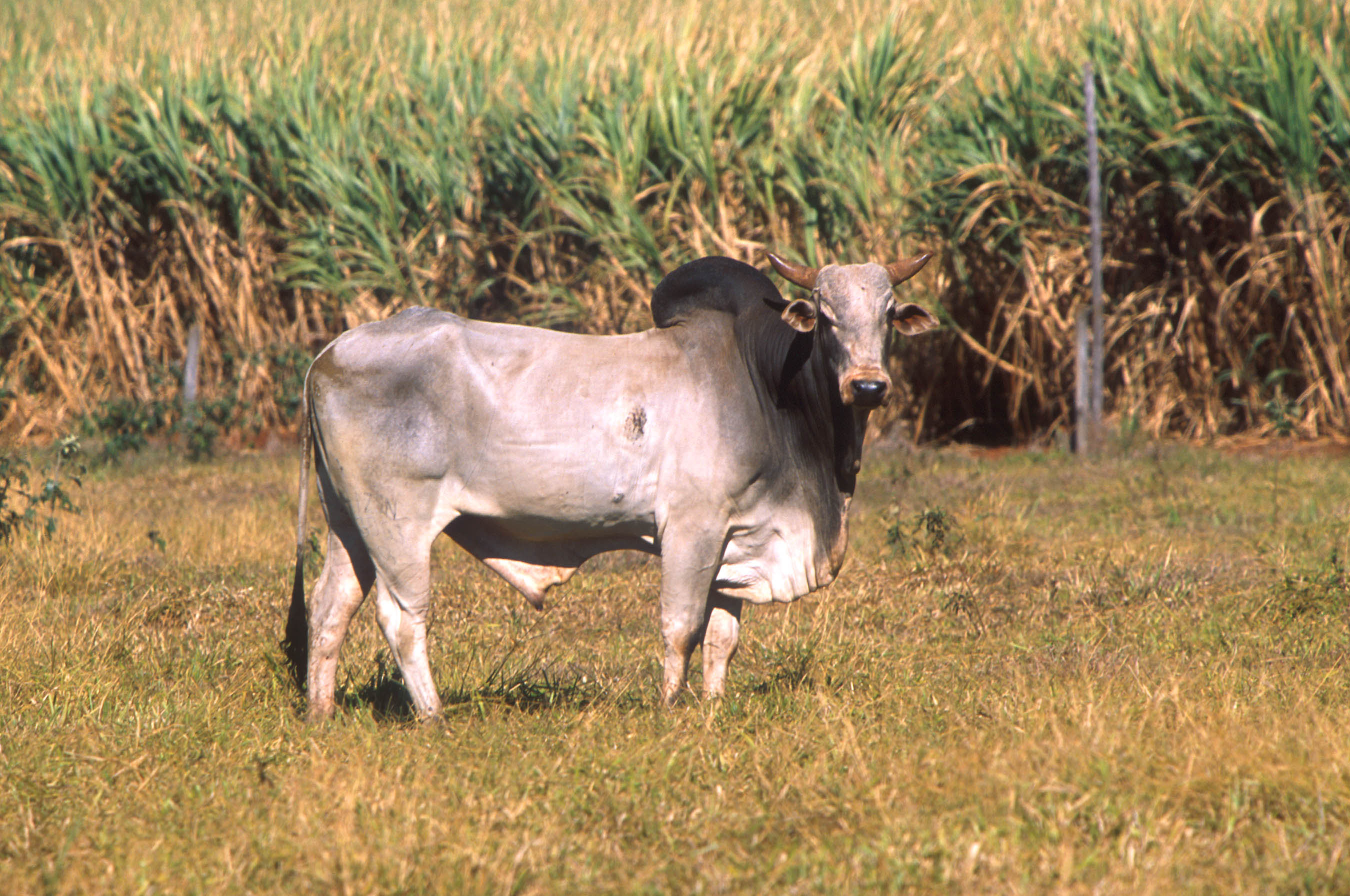
Uno zebù con una grande giogaia.

Molti mammiferi, come i cani, i conigli e gli alci sono dotati di giogaie. Ne sono dotate le femmine di coniglio bianco della Nuova Zelanda, le quali, durante la gravidanza, ne strappano il pelo per rivestirne il nido.

## Rettili e uccelli
Molti rettili sono dotati di giogaia, in particolare le lucertole anolidi, che hanno grandi giogaie cutanee che possono estendere e ritrarre a piacimento. Si è scoperto che queste lucertole hanno una straordinaria percezione del colore e della profondità. Gli anolidi sono quindi in grado di distinguere la colorazione della giogaia da lontano, facendo assumere importanza a questa parte del corpo. Le giogaie di questi rettili sono solitamente di un colore differente dal resto del corpo e, quando estese, fanno sembrare la lucertola molto più grande di quanto non sia in realtà. La giogaia viene utilizzata principalmente allo scopo di indicare i confini territoriali e, da parte dei maschi, per attirare le femmine nel corso della stagione degli amori. I pigmenti che danno origine alle sfumature gialle e rosse della giogaia sono le pterine e i carotenoidi, i più facilmente visibili dagli anolidi. Il movimento della giogaia è spesso accompagnata dal movimento della testa e da altre forme di esibizione. La giogaia si muove grazie all'estensione e alla contrazione dei muscoli ceratoioidei e sono collegati all'apparato ioide nella zona della gola e della laringe.

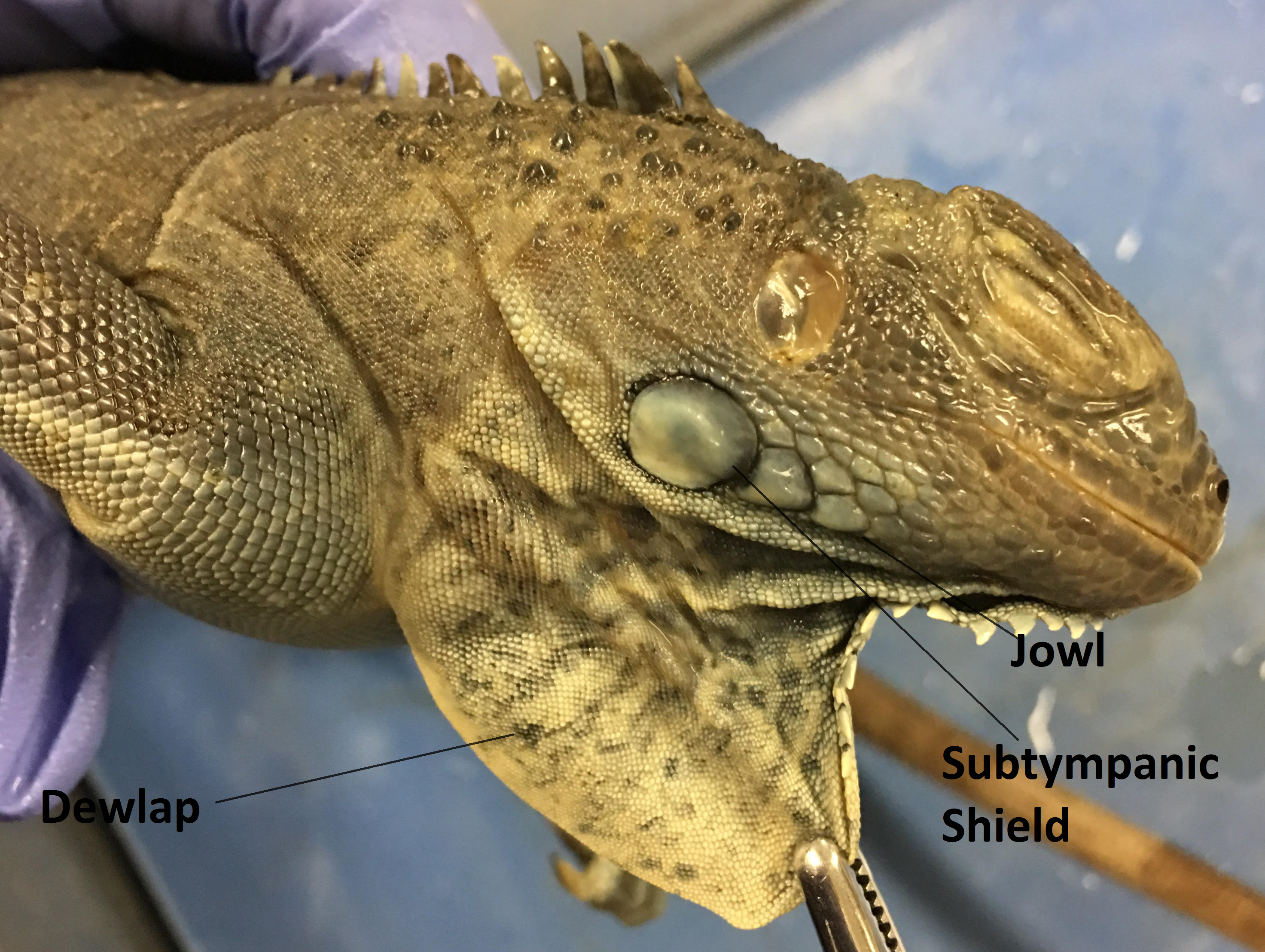
Un'iguana con una giogaia estesa.

Anche molti uccelli sono dotati di giogaie, come i polli domestici e alcune specie di cracidi come i guan.